# Marian Pachurka
Marian Pachurka, né le 18 janvier 1918 à Sodingen, arrondissement de Herne en Allemagne (à l'époque dans le Royaume de Prusse), et mort le 10 mars 2005 à Campagne-lès-Hesdin (Pas-de-Calais), est un footballeur français. Il est milieu de terrain.

## Biographie

### Enfance
Marian Pachurka, est né le 18 janvier 1918 à Sodingen, arrondissement de Herne en Allemagne.

### Carrière sportive

#### De joueur
- 1945-1950 :  RC Lens

Il fait sa carrière de footballeur au poste de milieu de terrain. 

#### D'entraîneur
- 1969-19?? :  AS Étaples

### Retraite et reconversion
Après sa carrière sportive, il est employé comme électricien, jusqu'à sa retraite, par la ville du Touquet-Paris-Plage.

### Mort
Il meurt le 10 mars 2005 à Campagne-lès-Hesdin.

## Palmarès
- Finaliste de la Coupe de France en 1948 avec le RC Lens[3].